# Quarterback titolari dei Buffalo Bills

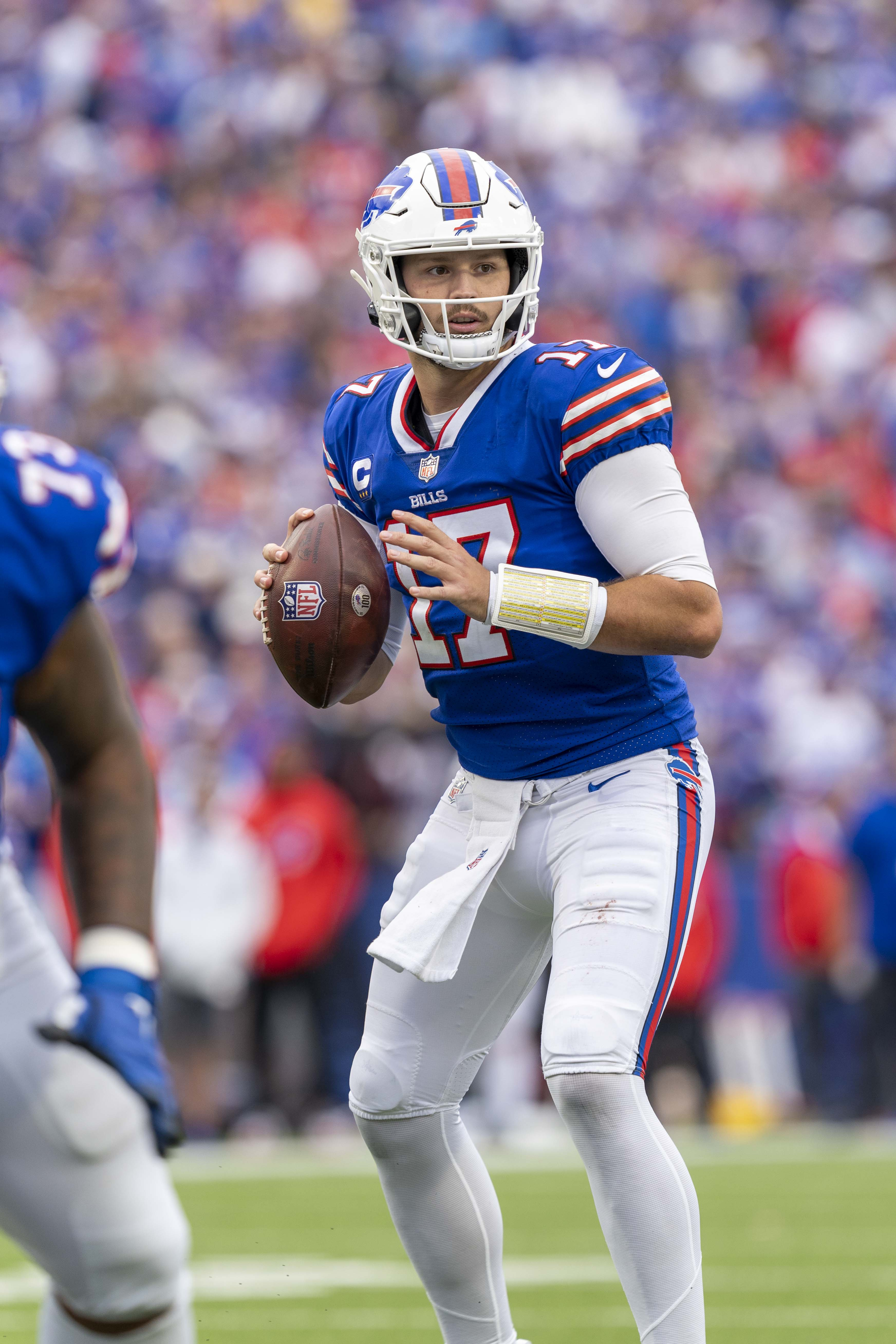
Josh Allen, 2018-presente

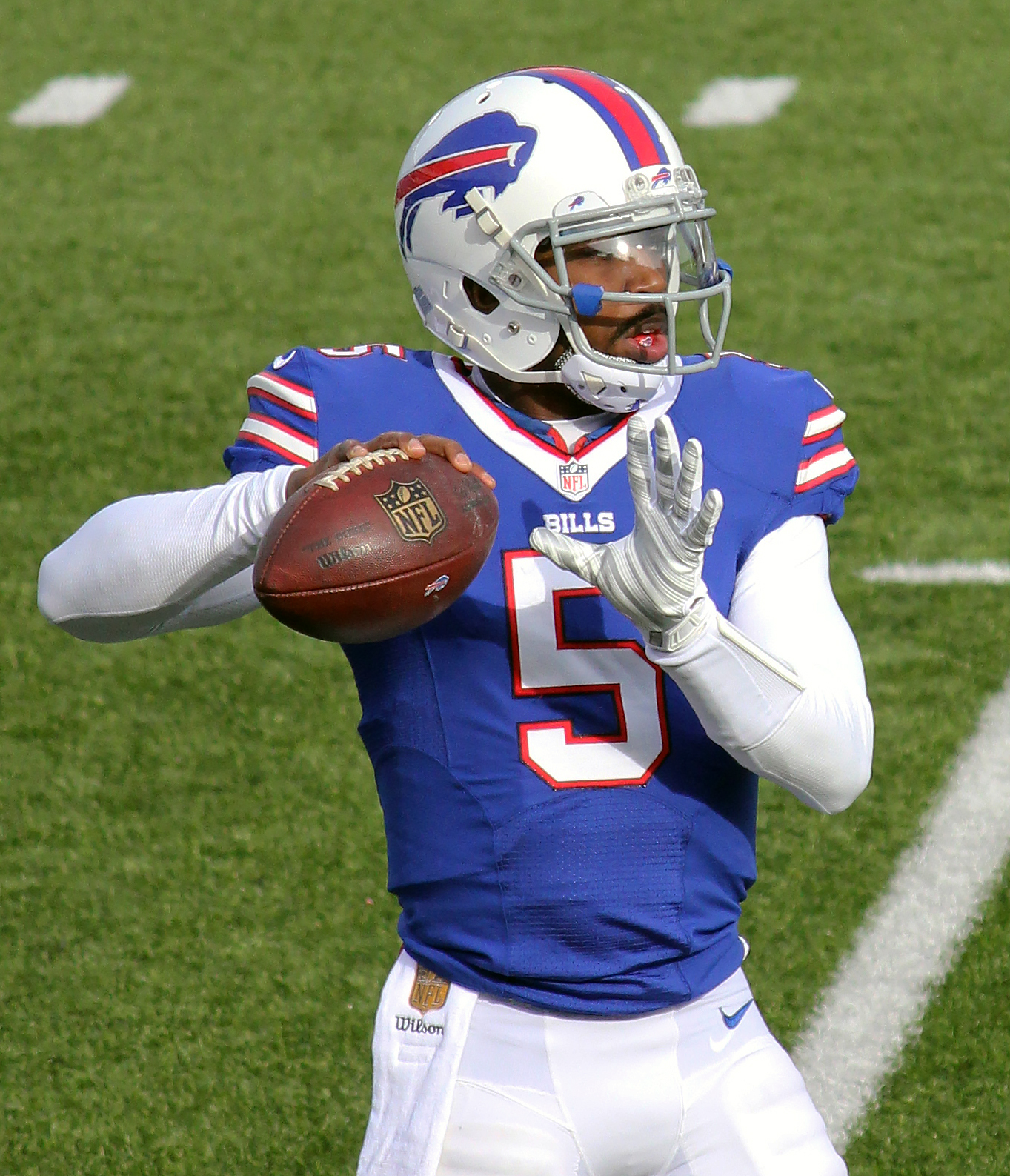
Tyrod Taylor, 2015-2017

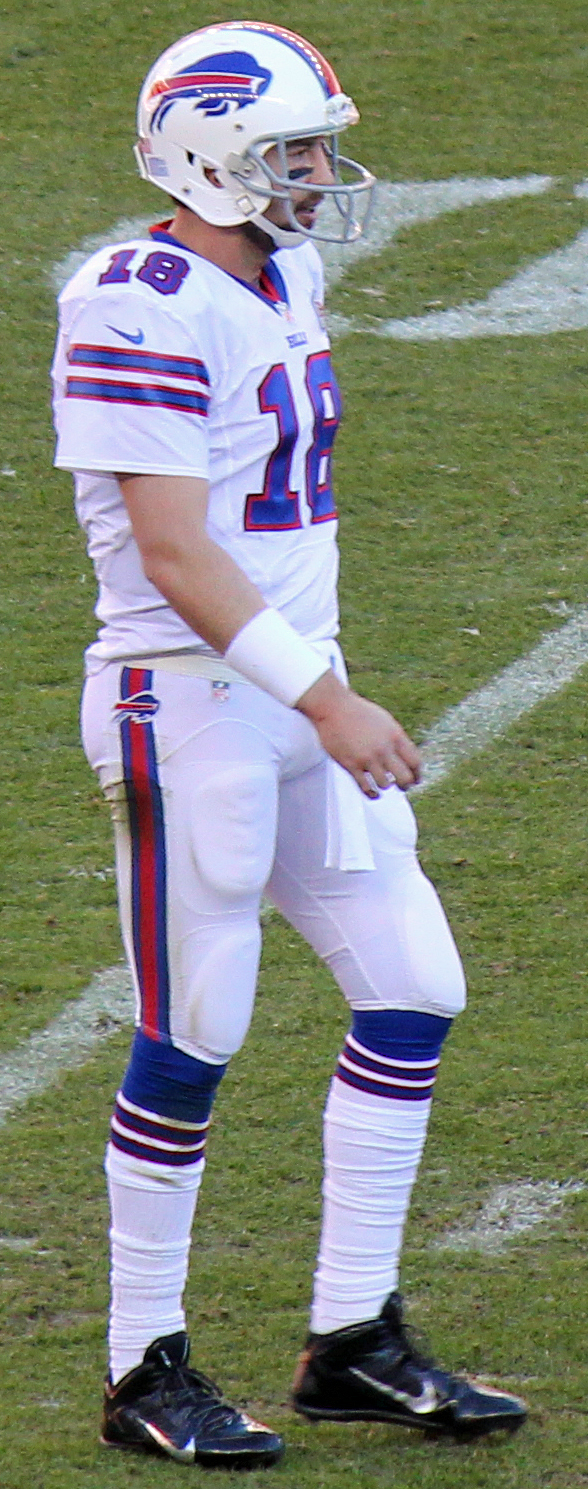
Kyle Orton, 2014

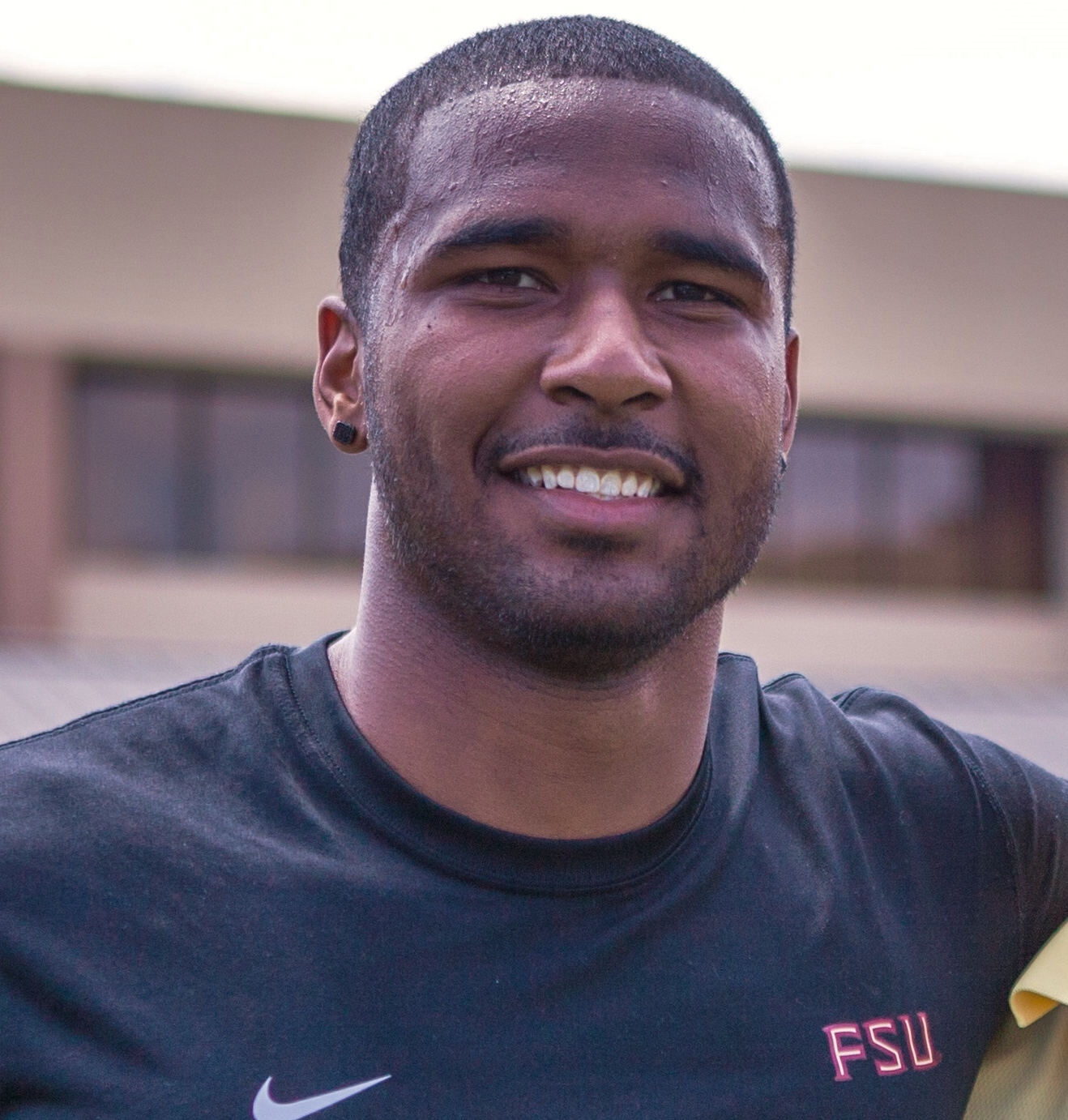
EJ Manuel, 2013-2015

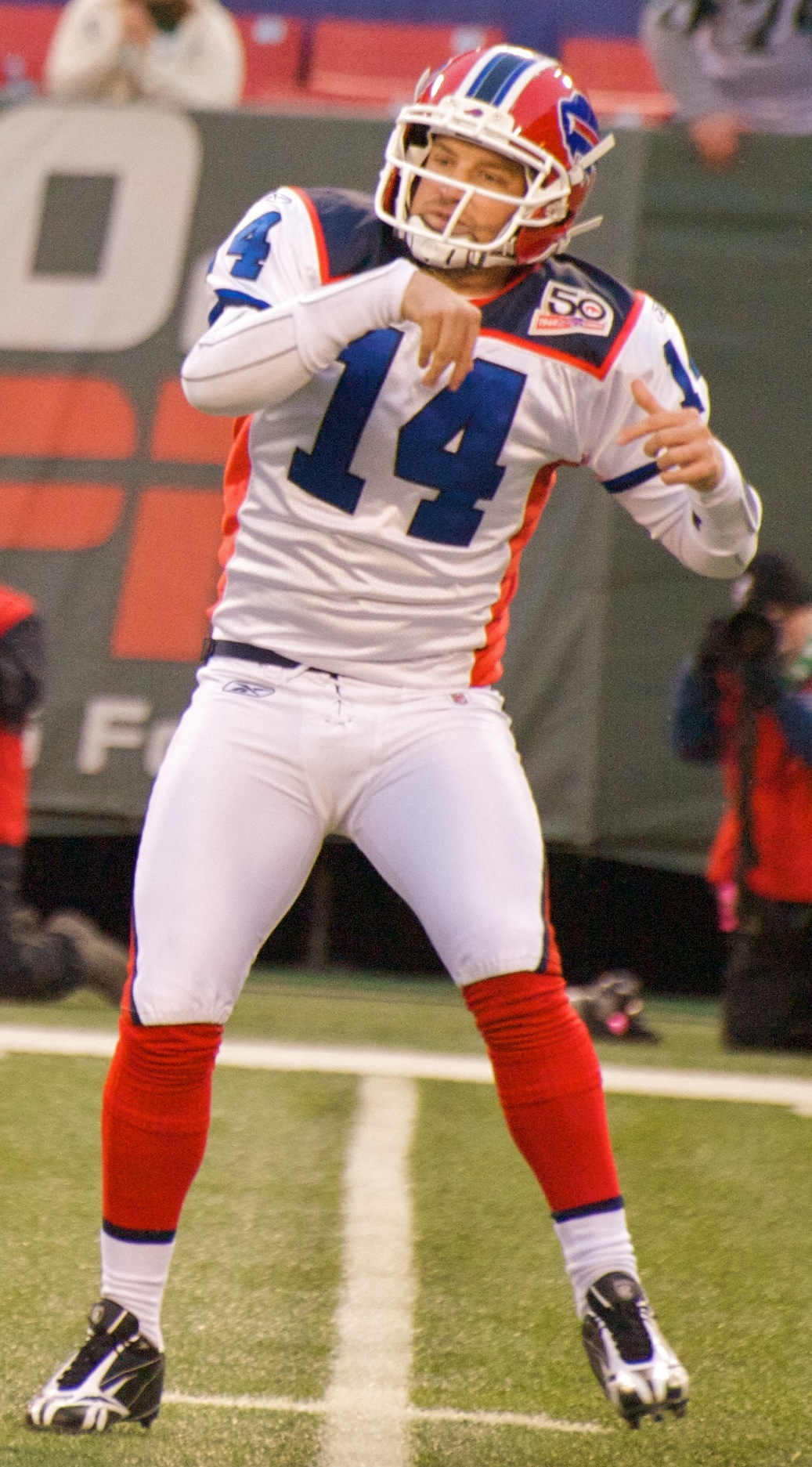
Ryan Fitzpatrick, 2009-2012

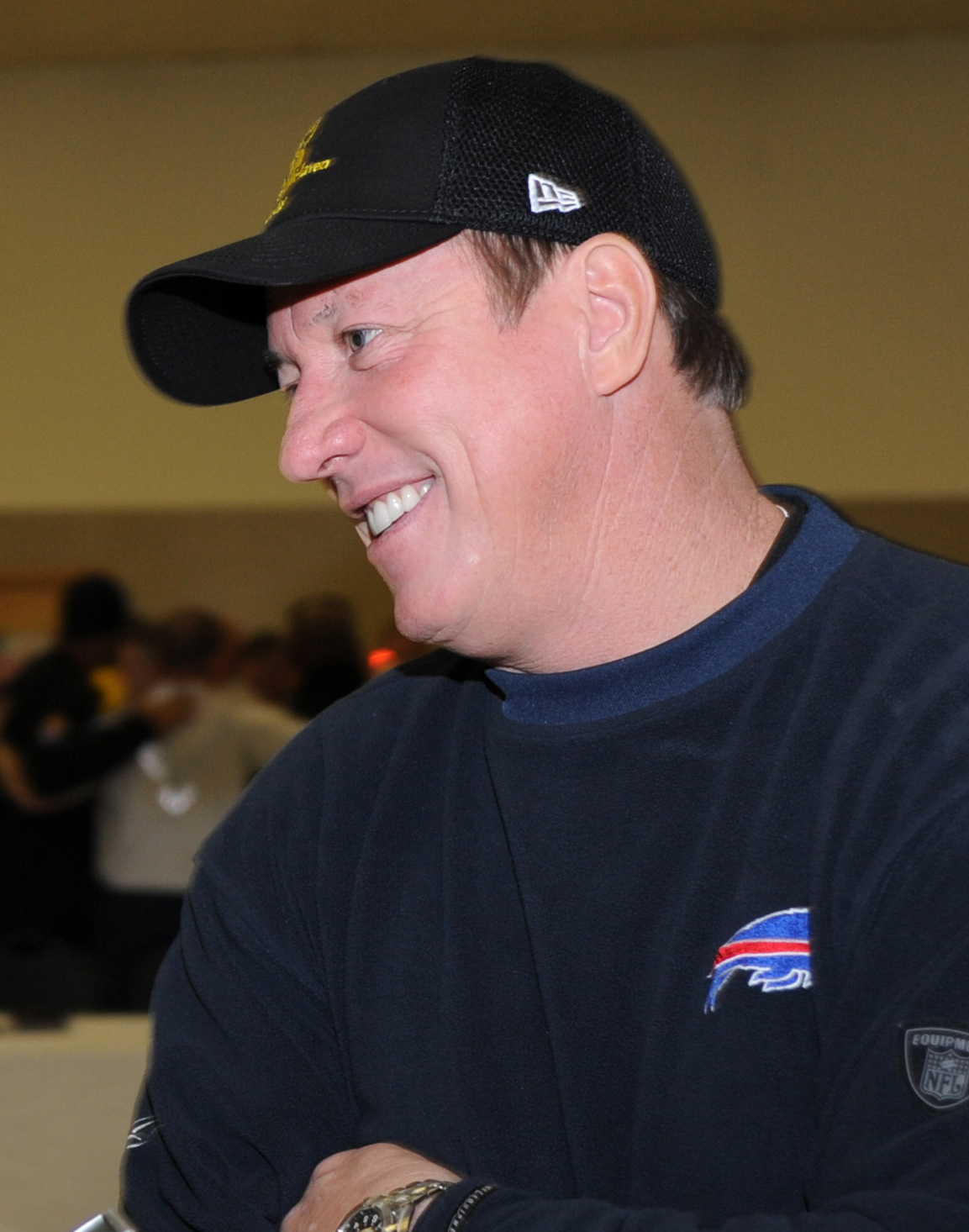
Jim Kelly, 1986-1996

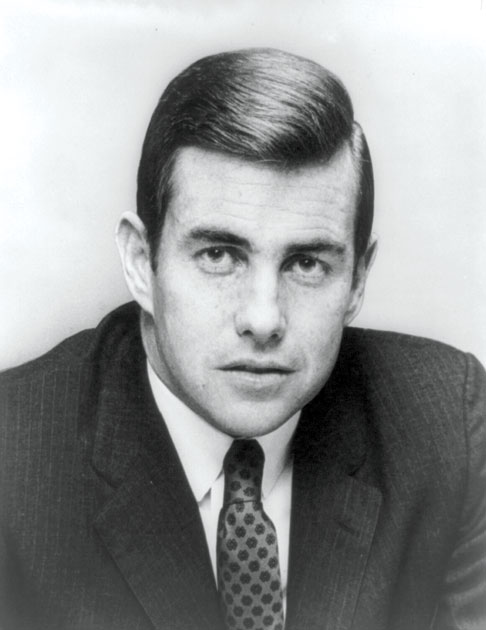
Jack Kemp, 1962-1969

Questi quarterback sono partiti come titolari per i Buffalo Bills della National Football League. Sono inseriti in ordine di data a partire dalla prima partenza come titolari nei Bills.

## Quarterback titolari
Lista di tutti i quarterback titolari dei Buffalo Bills. Il numero tra parentesi indica il numero di gare da titolare giocate nella stagione:

### Stagione regolare
| Quarterback titolari dei Buffalo Bills |                                                                                                  |
| Stagione                               | Quarterback                                                                                      |
| 2022                                   | Josh Allen (1)                                                                                   |
| 2021                                   | Josh Allen (17)                                                                                  |
| 2020                                   | Josh Allen (16)                                                                                  |
| 2019                                   | Josh Allen (16)                                                                                  |
| 2018                                   | Josh Allen (11) / Nathan Peterman (2) / Derek Anderson (1) / LeSean McCoy (1)*/ Matt Barkley (1) |
| 2017                                   | Tyrod Taylor (10) / Nathan Peterman (2)                                                          |
| 2016                                   | Tyrod Taylor (15) / EJ Manuel (1)                                                                |
| 2015                                   | Matt Cassel (1)* / Tyrod Taylor (13) / EJ Manuel (2)                                             |
| 2014                                   | Kyle Orton (12) / EJ Manuel (4)                                                                  |
| 2013                                   | EJ Manuel (10) / Thaddeus Lewis (5) / Jeff Tuel (1)                                              |
| 2012                                   | Ryan Fitzpatrick (16)                                                                            |
| 2011                                   | Ryan Fitzpatrick (16)                                                                            |
| 2010                                   | Ryan Fitzpatrick (13) / Trent Edwards (2) / Brian Brohm (1)                                      |
| 2009                                   | Ryan Fitzpatrick (8) / Trent Edwards (7) / Brian Brohm (1)                                       |
| 2008                                   | Trent Edwards (14) / J.P. Losman (2)                                                             |
| 2007                                   | Trent Edwards (9) / J.P. Losman (7)                                                              |
| 2006                                   | J.P. Losman (16)                                                                                 |
| 2005                                   | J.P. Losman (8) / Kelly Holcomb (8)                                                              |
| 2004                                   | Drew Bledsoe (16)                                                                                |
| 2003                                   | Drew Bledsoe (16)                                                                                |
| 2002                                   | Drew Bledsoe (16)                                                                                |
| 2001                                   | Alex Van Pelt (8) / Rob Johnson (8)                                                              |
| 2000                                   | Rob Johnson (11) / Doug Flutie (5)                                                               |
| 1999                                   | Doug Flutie (15) / Rob Johnson (1)                                                               |
| 1998                                   | Doug Flutie (10) / Rob Johnson (6)                                                               |
| 1997                                   | Todd Collins (13) / Alex Van Pelt (3)                                                            |
| 1996                                   | Jim Kelly (13) / Todd Collins (3)                                                                |
| 1995                                   | Jim Kelly (15) / Todd Collins (1)                                                                |
| 1994                                   | Jim Kelly (14) / Frank Reich (2)                                                                 |
| 1993                                   | Jim Kelly (16)                                                                                   |
| 1992                                   | Jim Kelly (16)                                                                                   |
| 1991                                   | Jim Kelly (15) / Frank Reich (1)                                                                 |
| 1990                                   | Jim Kelly (14) / Frank Reich (2)                                                                 |
| 1989                                   | Jim Kelly (13) / Frank Reich (3)                                                                 |
| 1988                                   | Jim Kelly (16)                                                                                   |
| 1987                                   | Jim Kelly (12) / Brian McClure (1) / Willie Totten (1) / Dan Manucci (1)                         |
| 1986                                   | Jim Kelly (16)                                                                                   |
| 1985                                   | Vince Ferragamo (9) / Bruce Mathison (7)                                                         |
| 1984                                   | Joe Ferguson (11) / Joe Dufek (5)                                                                |
| 1983                                   | Joe Ferguson (16)                                                                                |
| 1982                                   | Joe Ferguson (9)                                                                                 |
| 1981                                   | Joe Ferguson (16)                                                                                |
| 1980                                   | Joe Ferguson (16)                                                                                |
| 1979                                   | Joe Ferguson (16)                                                                                |
| 1978                                   | Joe Ferguson (16)                                                                                |
| 1977                                   | Joe Ferguson (14)                                                                                |
| 1976                                   | Joe Ferguson (7) / Gary Marangi (7)                                                              |
| 1975                                   | Joe Ferguson (14)                                                                                |
| 1974                                   | Joe Ferguson (14)                                                                                |
| 1973                                   | Joe Ferguson (14)                                                                                |
| 1972                                   | Dennis Shaw (13) / Leo Hart (1)                                                                  |
| 1971                                   | Dennis Shaw (12) / James Harris (2)                                                              |
| 1970 (NFL)                             | Dennis Shaw (12) / Dan Darragh (2)                                                               |
| 1969 (AFL)                             | Jack Kemp (11) / Dan Darragh (2) / James Harris (1)                                              |
| 1968 (AFL)                             | Dan Darragh (7) / Ed Rutkowski (3) / Kay Stephenson (3) / Tom Flores (1)                         |
| 1967 (AFL)                             | Jack Kemp (11) / Tom Flores (3)                                                                  |
| 1966 (AFL)                             | Jack Kemp (14)                                                                                   |
| 1965 (AFL)                             | Jack Kemp (13) / Daryle Lamonica (1)                                                             |
| 1964 (AFL)                             | Jack Kemp (13) / Daryle Lamonica (1)                                                             |
| 1963 (AFL)                             | Jack Kemp (13) / / Daryle Lamonica (1)                                                           |
| 1962 (AFL)                             | Warren Rabb (7) / Al Dorow (4) / Jack Kemp (3)                                                   |
| 1961 (AFL)                             | Johnny Green (5) / Warren Rabb (3) / M.C. Reynolds (3) / Richie Lucas (2) / Tommy O'Connell (1)  |
| 1960 (AFL)                             | Johnny Green (6) / Tommy O'Connell (5) / Richie Lucas (2) / Bob Brodhead (1)                     |